# Disko kraljica
Disko kraljica je mladinski roman slovenskega pisatelja Silvestra Vogrinca. Knjiga je izšla leta 2001 (COBISS), nato pa še leta 2015 (COBISS).

## Snov in motiv
Disko kraljica je del trilogije z naslovom Vročica disko noči, ki jo tvorita še mladinska romana Maturant (2012) in Vrnitev kralja diskoteke (2016). Prvo in tretje delo se neposredno nadaljujeta, medtem ko ima Maturant samostojno zgodbo, v kateri se pojavljajo tudi junaki iz drugih dveh romanov. Kraj dogajanja so diskoteke Metulj, Super Li in Klub mladih. Časovni okvir Disko kraljice in Maturanta je trenutek Titove smrti, Vrnitev kralja diskoteke pa desetletje zatem. Protagonisti živijo v obdobju velikih sprememb (konec socializma, rojstvo demokracije) in se ukvarjajo z večnimi problemi odraščanja, iskanja identitete, sreče in prostora pod soncem. Roman opisuje svet šminkerjev, ki živijo po svojem kodeksu obnašanja, oblačenja in lastnih vrednot. Čeprav predstavljajo odsev določenega časa in okolja, so arhetipski vzorec sveta odraslih, katerega posnemajo.

## Vsebina
V diskoteki Metulj kraljujejo lepo oblečeni šminkerji, ki so svet zase. Risto je glavni frajer, ki vedri in oblači. Vsi se zgledujejo po njem ter želijo biti njegovi prijatelji. Vse bejbe hočejo biti njegove punce, kajti tista s katero hodi, avtomatsko postane kraljica diskoteke. Nekega večera diskoteko v družbi sestrične obišče mlada Andreja, neizkušeno dekle, ki pride iz vasi živet v mesto. Naveličani Risto s svojim najboljšim prijateljem sklene stavo. Če bo iz outsiderke naredil glavno šminkerico, disko kraljico, bo dobil motor yamaho. Zgodi pa se nekaj nepričakovanega, zdolgočaseni Risto se zaljubi v Andrejo. Dekle rade volje sprejme njegovo ponudbo, da ji bo pomagal do statusa vodilne metulašice. Spočetka mu vrača naklonjenost in ljubezen. Ko pa Andreja postane disko kraljica in izve za stavo, je njune romance konec. Risto je izgubljen, zapusti Metulj. Šele prometna nesreča znova spremeni njun odnos.

## Ocene
Prva izdaja romana je bila med najbolj branimi knjigami po izboru posameznih knjižnic. Na spletnih forumih je pogosto na seznamih priporočenega branja.